# Hygge. Ein Lebensgefühl, das einfach glücklich macht

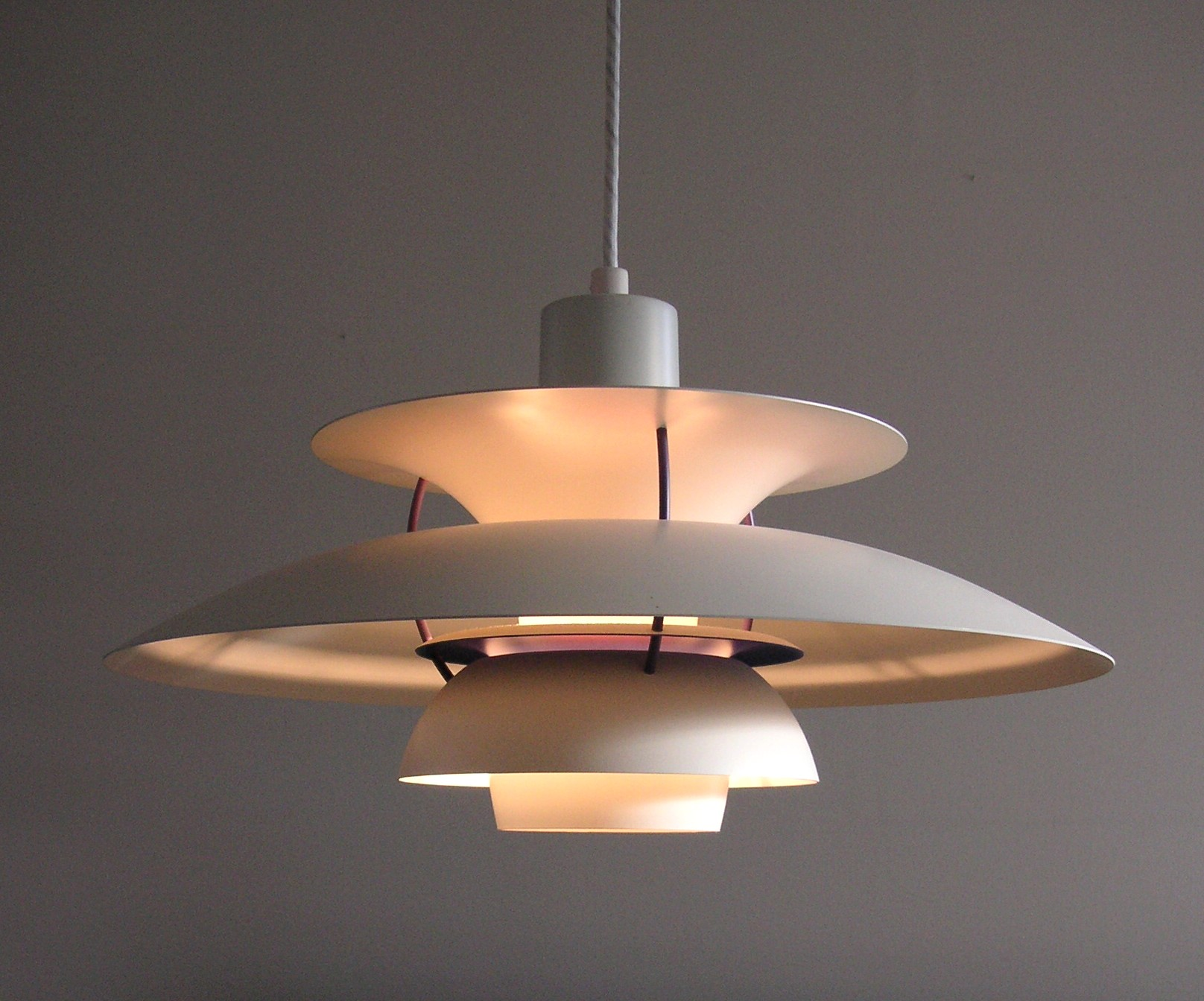
Die PH-Leuchte von 1958, ein Symbol für das dänische Hygge

Hygge. Ein Lebensgefühl, das einfach glücklich macht ist ein Buch von Meik Wiking. Es erschien erstmals 2016.

## Inhalt
In dem Buch wird das dänische Nationalgefühl Hygge näher beschrieben. Hygge ist essenziell für das Glücksempfinden der Dänen, das sich in einem skandinavischen Land mit langen Wintern herausgebildet hat. Wiking geht auf die Bedeutung von Kerzen im dänischen Alltag ein. Auch das Möbeldesign, besonders das der Lampe, in dem sich zahlreiche Dänen wie Poul Henningsen hervorgetan haben, hat letztlich den Zweck, ein warmes, angenehmes Licht zu erzeugen. Hygge lässt sich mit niederländisch Gezelligheid oder deutsch Gemütlichkeit übersetzen, besitzt aber typische Einzelaspekte, die den anderen Sprachen fremd sind. Wiking beginnt mit einer etymologischen Einleitung und schlussfolgert, dass das Wort Hygge aus dem Norwegischen entlehnt worden ist, danach geht das Buch in eine Beschreibung und schließlich in einen Ratgeber über, der dem Leser zur Übernahme eines als hyggelig empfundenen Lebensstils rät.

## Kritik
„Vielleicht hat das Glückseligkeits-Phänomen der Dänen ja nicht nur mit den kalten, langen Wintern zu tun, in denen man sich vor der Düsternis lieber ins wärmende Drinnen zurückzieht. Womöglich können sich die Dänen Hygge einfach leisten, weil sie in einem komfortablen Sozialsystem leben, in dem Ausbildung, Krankenkosten und Rente weitgehend gesichert sind.[…]
Kurios ist allerdings, dass die hyggeligen Dänen eine der höchsten Scheidungsraten in Europa haben. Der Konsum von Antidepressiva und Bier hat ebenfalls Spitzenwerte. Und beim Haschischkeks-Backen ist nicht nur die Hippie-Kommune Christiania in Kopenhagen ganz vorne dran.“